# جورجوس آلکایوس
جورجوس آلکایوس (به انگلیسی: Giorgos Alkaios) (زاده ۲۴ دسامبر ۱۹۷۱) خواننده یونانی است.
او در مسابقه آواز یوروویژن ۲۰۱۰ نماینده یونان بود.